# Gunung Medan
Gunung Medan is een bestuurslaag in het regentschap Dharmasraya van de provincie West-Sumatra, Indonesië. Gunung Medan telt 5910 inwoners (volkstelling 2010).